# Nützenberger Querriegel
Der Nützenberger Querriegel ist eine kleinteilige naturräumliche Einheit mit der Ordnungsnummer 3371.36 auf dem Stadtgebiet der bergischen Großstadt Wuppertal (Stadtteil Elberfeld) innerhalb der Wuppertaler Senke.
Er bildet eine Engstelle im Durchbruchstal der Wupper zwischen der Elberfelder Kalksenke (Naturräumliche Einheit 3371.35) im Osten und dem Sonnborner Kalkgebiet (Naturräumliche Einheit 3371.37) im Westen. Die Engstelle wird durch die Erhebungen Nützenberg im Norden und dem Kiesberg im Süden gebildet, die vor dem Wupperdurchbruch einen Höhenzug bildeten.
Die Engstelle wird in verschiedenen Publikationen als Porta Wupperana bezeichnet.
In der dicht bebauten Talachse verlaufen die Verkehrswege Bahnstrecke Düsseldorf–Elberfeld und Bundesstraße 7 (Friedrich-Ebert-Straße), sowie die Strecke der Wuppertaler Schwebebahn durch die Engstelle. Das Stammwerk der Bayer AG und das Heizkraftwerk Elberfeld befinden sich ebenfalls in der Engstelle.
Geologisch besteht der Querriegel mit seinen beiden Erhebungen aus mitteldevonischen Lenneschiefer, der aufgrund seiner Härte den verkarsteten Massenkalk in der Wuppertaler Senke überragt.